# Serie A 1972/1973
Soutěžní ročník Serie A 1972/1973 byl 71. ročník nejvyšší italské fotbalové ligy a 41. ročník pod názvem Serie A. Konal se od 24. září 1972 do 20. května 1973 a skončil vítězstvím Juventusu, který vyhrál podruhé za sebou a celkem svůj patnáctý titul v klubové historii.
Nejlepšími střelci se stali tři italští hráči: Paolo Pulici (Turín), Gianni Rivera (Milán) a Giuseppe Savoldi (Boloňa), kteří vstřelili 17 branek.

## Události

### Před sezonou
Nováčci soutěže: vítěz 2. ligy Ternana hrálo poprvé ve své klubové historii v nejvyšší lize, Lazio se vrátilo po roce a Palermo po dvou letech.
Obhájci titulu z Juventusu se posílilo o 34letého Altafiniho a o 30letého brankáře Zoffa (oba Neapol). Naopak Inter se raději posílil o drahé mladíky: Adelio Moro, Sergio Magistrelli a Giuseppe Doldi (všichni Atalanta) a Giuseppe Massa (Lazio). Městský rival Milán se posílil za 400 mil. lir o Chiarugiho (Fiorentina). Velký přestup zaznamenala Fiorentina, když koupilo 18letého Antognoniho (Asti) za 435 mil. lir a také přivedlo Sormaniho (Neapol).
Další změny byli: Francesco Janich (Boloňa → Lucchese), Giorgio Morini (Verona → Řím), Amarildo (Řím → Vasco da Gama), Luis del Sol (Řím → Betis), Jair da Costa (Inter → Santos) a Walter Novellino (Legnano → Turín).

### Během sezony
Ve 4. kole se dostalo do vedení Řím, jenže jejich městský rival Lazio po 6. kole vystřídalo. Pronásledoval je Juventus a oba milánské týmy. Zimními mistry se stal Juventus s Milánem, když měli o jeden bod více než Lazio a Inter.
Juventus prohrál 4. března derby z Turínem a Milán, který vyhrál své utkání se dostal do vedení soutěže. Ve vedení zůstalo až do posledního kola, které se hrálo 20. května. Titul mohl tak vyhrát tři kluby a tabulka vypadala takhle: Milán 44 bodů, Lazio a Juventus 43. Rossoneri čelili papírově nejpřístupnějšímu soupeři Veroně. Jenže během týdne odehráli vyčerpávající finále poháru PVP. Marně žádali o odložení venkovního utkání z Veronou. Vyčerpaný Milán prohrával v poločase 0:4. Mezitím Juventus v Římě prohrával 1:0 a Lazio hrálo v Neapoli 0:0. O titul by se hrál dodatečný zápas mezi Milánem a Laziem. 
Jenže v 2 poločase se vše změnilo: hráč Juventusu Altafini v 61. minutě vstřelil branku na 1:1 (výsledek, který by při 44 bodech všech týmů vedl k play-off na tři zápasy). V 87. minutě vstřelil branku na 2:1 Cuccureddu. Zápas tak skončil a čekalo se na další dva zápasy. V Miláně zápas skončil 3:5 pro Veronu a Lazio také prohrálo 1:0 v Neapoli. Juventus tím tak obhájil titul a získal svůj 15 titul v klubové historii. Během sezony brankář Dino Zoff nebyl překonán dlouhých 903 minut a tento rekord byl překonán Rossim v sezoně 1993/94.
Do Serie B sestoupili nováčci soutěže Ternana a Palermo, oba kluby vyhráli pouhé tři zápasy. Třetí sestupující klub se stala Atalanta, které mělo horší skóre než Vicenza, Sampdoria a Řím.

## Účastníci
| Klub              | Město     | Stadion                      | Trenér                                           | Nejlepší střelec                                                                            |
| ----------------- | --------- | ---------------------------- | ------------------------------------------------ | ------------------------------------------------------------------------------------------- |
| Atalanta          | Bergamo   | Stadio Comunale              | Giulio Corsini                                   | Alberto Carelli, Sergio Pellizzaro (4)                                                      |
| Boloňa            | Boloňa    | Stadio Comunale              | Bruno Pesaola                                    | Giuseppe Savoldi (17)                                                                       |
| Cagliari          | Cagliari  | Stadio Sant'Elia             | Edmondo Fabbri                                   | Luigi Riva (12)                                                                             |
| Fiorentina        | Florencie | Stadio Comunale              | Nils Liedholm                                    | Sergio Clerici (10)                                                                         |
| Inter             | Milán     | Stadio San Siro              | Giovanni Invernizzi (1.–23. kolo) Enea Masiero   | Roberto Boninsegna (12)                                                                     |
| Juventus          | Turín     | Stadio Comunale di Torino    | Čestmír Vycpálek                                 | José Altafini (9)                                                                           |
| Lanerossi Vicenza | Vicenza   | Stadio Romeo Menti           | Gianni Seghedoni (1.–9. kolo) Héctor Puricelli   | Gian Paolo Galuppi (5)                                                                      |
| Lazio             | Řím       | Stadio Olimpico              | Tommaso Maestrelli                               | Giorgio Chinaglia (10)                                                                      |
| Milán             | Milán     | Stadio San Siro              | Nereo Rocco + Cesare Maldini                     | Gianni Rivera (17)                                                                          |
| Neapol            | Neapol    | Stadio San Paolo             | Giuseppe Chiappella                              | Oscar Damiani (6)                                                                           |
| Palermo           | Palermo   | Stadio La Favorita           | Umberto Pinardi (1.–22. kolo) Alvaro Biagini     | Arturo Ballabio (3)                                                                         |
| Řím               | Řím       | Stadio Olimpico              | Helenio Herrera (1.–24. kolo) Antonio Trebiciani | Valerio Spadoni (7)                                                                         |
| Sampdoria         | Janov     | Stadio Luigi Ferraris        | Heriberto Herrera                                | Giancarlo Salvi (6)                                                                         |
| Ternana           | Terni     | Stadio Libero Liberati       | Corrado Viciani                                  | Bruno Beatrice, Antonio Cardillo, Renato Luchitta, Giorgio Mastropasqua, Angelino Rosa, (2) |
| Turín             | Turín     | Stadio Comunale di Torino    | Gustavo Giagnoni                                 | Paolo Pulici (17)                                                                           |
| Verona            | Verona    | Stadio Marcantonio Bentegodi | Giancarlo Cadé                                   | Emiliano Mascetti, Gianfranco Zigoni (7)                                                    |

## Tabulka
| Poř. | Tým               | Z  | V  | R  | P  | VG | OG | B  |
| ---- | ----------------- | -- | -- | -- | -- | -- | -- | -- |
| 1.   | Juventus          | 30 | 18 | 9  | 3  | 45 | 22 | 45 |
| 2.   | Milán             | 30 | 18 | 8  | 4  | 65 | 33 | 44 |
| 3.   | Lazio             | 30 | 16 | 11 | 3  | 33 | 16 | 43 |
| 4.   | Fiorentina        | 30 | 16 | 5  | 9  | 39 | 26 | 37 |
| 5.   | Inter             | 30 | 15 | 7  | 8  | 32 | 23 | 37 |
| 6.   | Turín             | 30 | 11 | 9  | 10 | 33 | 21 | 31 |
| 7.   | Boloňa            | 30 | 11 | 9  | 10 | 33 | 31 | 31 |
| 8.   | Cagliari          | 30 | 9  | 11 | 10 | 26 | 28 | 29 |
| 9.   | Neapol            | 30 | 7  | 14 | 9  | 18 | 20 | 28 |
| 10.  | Verona            | 30 | 5  | 16 | 9  | 28 | 34 | 26 |
| 11.  | Řím               | 30 | 6  | 12 | 12 | 23 | 28 | 24 |
| 12.  | Sampdoria         | 30 | 5  | 14 | 11 | 16 | 25 | 24 |
| 13.  | Lanerossi Vicenza | 30 | 7  | 10 | 13 | 15 | 31 | 24 |
| 14.  | Atalanta          | 30 | 5  | 14 | 11 | 16 | 33 | 24 |
| 15.  | Palermo           | 30 | 3  | 11 | 16 | 13 | 41 | 17 |
| 16.  | Ternana           | 30 | 3  | 10 | 17 | 14 | 37 | 16 |

Poznámky
- Z = Odehrané zápasy; V = Vítězství; R = Remízy; P = Prohry; VG = Vstřelené góly; OG = Obdržené góly; B = Body
- za výhru 2 body, za remízu 1 bod, za prohru 0 bodů.
- při rovnosti bodů rozhodovalo skóre.

|  | Mistr ligy a přímý postup do poháru PMEZ 1973/74 |
|  | Přímý postup do poháru PVP 1973/74               |
|  | Přímý postup do poháru UEFA 1973/74              |
|  | Sestup do Serie B                                |

## Statistiky

### Výsledková tabulka
|            | Atalanta | Boloňa | Cagliari | Fiorentina | Inter | Juventus | L. Vicenza | Lazio | Milán | Neapol | Palermo | Řím | Sampdoria | Ternana | Turín | Verona |
| ---------- | -------- | ------ | -------- | ---------- | ----- | -------- | ---------- | ----- | ----- | ------ | ------- | --- | --------- | ------- | ----- | ------ |
| Atalanta   | –        | 1:0    | 0:0      | 1:1        | 0:0   | 0:2      | 0:1        | 1:1   | 1:1   | 0:0    | 1:0     | 1:0 | 0:2       | 0:0     | 1:0   | 0:1    |
| Boloňa     | 1:0      | –      | 4:2      | 2:0        | 1:0   | 0:2      | 0:0        | 1:1   | 3:2   | 2:0    | 3:0     | 1:3 | 1:1       | 3:0     | 1:0   | 4:1    |
| Cagliari   | 0:0      | 1:0    | –        | 2:2        | 2:3   | 0:1      | 3:0        | 0:1   | 0:1   | 1:0    | 2:0     | 2:2 | 1:0       | 1:0     | 1:0   | 1:1    |
| Fiorentina | 4:0      | 3:0    | 3:0      | –          | 1:2   | 2:1      | 1:0        | 0:1   | 3:1   | 1:0    | 3:0     | 2:1 | 2:0       | 2:1     | 0:0   | 2:0    |
| Inter      | 0:0      | 0:0    | 1:0      | 1:0        | –     | 0:2      | 1:2        | 1:1   | 0:2   | 2:0    | 3:1     | 0:0 | 0:0       | 4:0     | 2:0   | 1:0    |
| Juventus   | 0:0      | 2:0    | 2:0      | 2:1        | 2:1   | –        | 3:2        | 1:0   | 2:2   | 0:0    | 4:1     | 1:0 | 1:1       | 2:0     | 0:2   | 1:1    |
| L. Vicenza | 1:1      | 0:0    | 1:0      | 0:1        | 0:1   | 0:2      | –          | 1:2   | 0:3   | 1:0    | 1:1     | 0:0 | 0:0       | 1:0     | 1:0   | 2:2    |
| Lazio      | 2:1      | 0:0    | 2:1      | 0:0        | 0:0   | 1:1      | 1:0        | –     | 2:1   | 3:0    | 2:0     | 2:0 | 1:0       | 2:1     | 0:0   | 2:1    |
| Milán      | 9:3      | 3:1    | 1:1      | 2:0        | 3:2   | 2:2      | 2:0        | 3:1   | –     | 1:0    | 4:0     | 3:1 | 3:1       | 3:1     | 1:0   | 2:1    |
| Neapol     | 1:0      | 1:1    | 1:1      | 3:0        | 2:0   | 1:1      | 2:0        | 1:0   | 0:0   | –      | 1:1     | 1:0 | 0:0       | 1:0     | 1:1   | 1:1    |
| Palermo    | 1:2      | 1:1    | 0:1      | 1:0        | 0:2   | 0:1      | 0:1        | 0:2   | 0:1   | 1:0    | –       | 1:1 | 0:0       | 1:1     | 2:1   | 0:0    |
| Řím        | 2:0      | 0:1    | 0:0      | 1:1        | 0:2   | 1:2      | 0:0        | 0:1   | 0:0   | 1:0    | 0:0     | –   | 3:1       | 0:0     | 1:0   | 0:1    |
| Sampdoria  | 0:0      | 2:1    | 0:1      | 0:1        | 0:1   | 0:1      | 0:0        | 0:0   | 1:4   | 1:1    | 0:0     | 0:0 | –         | 0:0     | 2:1   | 0:1    |
| Ternana    | 0:0      | 2:0    | 1:1      | 0:1        | 0:1   | 2:3      | 2:0        | 0:1   | 0:0   | 0:0    | 0:0     | 1:4 | 0:2       | –       | 0:0   | 2:1    |
| Turín      | 2:1      | 3:1    | 0:0      | 3:0        | 4:0   | 2:1      | 3:0        | 0:0   | 2:2   | 0:0    | 2:0     | 2:0 | 0:1       | 2:0     | –     | 3:2    |
| Verona     | 1:1      | 0:0    | 1:1      | 1:2        | 0:1   | 0:0      | 0:0        | 1:1   | 5:3   | 0:0    | 1:1     | 2:2 | 1:1       | 1:0     | 0:0   | –      |

### Střelecká listina
| Pořadí | Jméno              | Klub       | Branky |
| ------ | ------------------ | ---------- | ------ |
| 1.     | Gianni Rivera      | Milán      | 17     |
| 1.     | Paolo Pulici       | Turín      | 17     |
| 1.     | Giuseppe Savoldi   | Boloňa     | 17     |
| 4.     | Roberto Boninsegna | Inter      | 12     |
| 4.     | Luciano Chiarugi   | Milán      | 12     |
| 4.     | Luigi Riva         | Cagliari   | 12     |
| 7.     | Alberto Bigon      | Milán      | 10     |
| 7.     | Sergio Clerici     | Fiorentina | 10     |
| 7.     | Giorgio Chinaglia  | Lazio      | 10     |
| 10.    | José Altafini      | Juventus   | 9      |

## Vítěz
| Serie A Vítěz pro rok 1972/73 |
| ----------------------------- |
| Juventus FC                   |
|                               |